# Muideen Akanji
Pour les articles homonymes, voir Akanji.
Muideen Akanji est un boxeur nigérian né le 23 mars 1992.

## Carrière
Sa carrière amateur est principalement marquée par une médaille de bronze aux Jeux africains de Maputo en 2011 dans la catégorie poids lourds.

### Jeux olympiques
- Qualifié pour les Jeux de 2012 à Londres, Angleterre en -75 kg

### Jeux africains
- Médaille de bronze -91 kg en 2011 à Maputo, Mozambique

## Référence
1. ↑  (en) Présentation de Muideen Akanji sur le site de l'AIBA